# Cantonul Mont-Louis
Cantonul Mont-Louis este un canton din arondismentul Prades, departamentul Pyrénées-Orientales, regiunea Languedoc-Roussillon, Franța.

## Comune
- Bolquère
- Caudiès-de-Conflent
- Fontpédrouse
- Fontrabiouse
- Formiguères
- La Cabanasse
- La Llagonne
- Les Angles
- Matemale
- Mont-Louis (reședință)
- Planès
- Puyvalador
- Réal
- Saint-Pierre-dels-Forcats
- Sauto